# Nintendo DSi
La Nintendo DSi es una consola de videojuegos portátil de pantalla dual publicada por Nintendo. Se lanzó en Japón el 1 de noviembre de 2008 y en Estados Unidos y los países de Europa en 2009. Es la tercera versión del Nintendo DS y su principal rival en el mercado era la PlayStation Portable (PSP) de Sony. La cuarta versión, titulada Nintendo DSi XL, es un modelo más grande que se lanzó en Japón el 21 de noviembre de 2009 y en todo el mundo a partir de marzo de 2010. El desarrollo de la DSi comenzó a finales de 2006 y se presentó durante una Conferencia de Nintendo en Tokio en octubre de 2008. La demanda de los consumidores convenció a Nintendo de producir una portátil más delgada y con pantallas más grandes que la DS Lite. En consecuencia, Nintendo eliminó la ranura de cartuchos de Game Boy Advance (GBA) para mejorar la portabilidad sin sacrificar la durabilidad.
Si bien el diseño de la DSi es similar al de la DS Lite, cuenta con dos cámaras digitales, admite almacenamiento de contenido interno y externo y se conecta a una tienda en línea llamada Nintendo DSi Shop. Nintendo afirmó que las familias suelen compartir consolas DS y DS Lite. Su nueva funcionalidad tenía como objetivo facilitar la personalización, para animar a cada miembro de un hogar a comprar una DSi. La portátil admite medios físicos exclusivos además de juegos para DS con características específicas del DSi y títulos DS estándar. La única excepción a su compatibilidad con versiones anteriores son los juegos de DS anteriores que requerían la ranura de juegos de GBA. Nintendo había vendido más de 41 millones de unidades del DSi y DSi XL combinadas. Fueron sucedidos por la Nintendo 3DS.
Las críticas del Nintendo DSi fueron en general positivas; IGN y bit-tech desaprobaron la falta de software exclusivo de la consola y la eliminación de la ranura para cartuchos de GBA, aunque su funcionalidad adicional hizo que muchos periodistas la recomendaran a quienes no habían comprado un modelo de DS anterior. Numerosos críticos quedaron decepcionados con la resolución limitada de las cámaras, aunque otros como Ars Technica y GameSpot coincidieron en que eran adecuadas para la pantalla de la portátil. CNET y PCWorld consideraron que el DSi Shop era el incentivo de compra más importante para los propietarios actuales del DS. Algunos críticos creían que la DSi XL no era una actualización esencial. GamePro y Wired UK, por otro lado, elogiaron las pantallas más grandes de la DSi XL por mejorar la experiencia de juego y revitalizar los juegos de DS más antiguos.

## Desarrollo

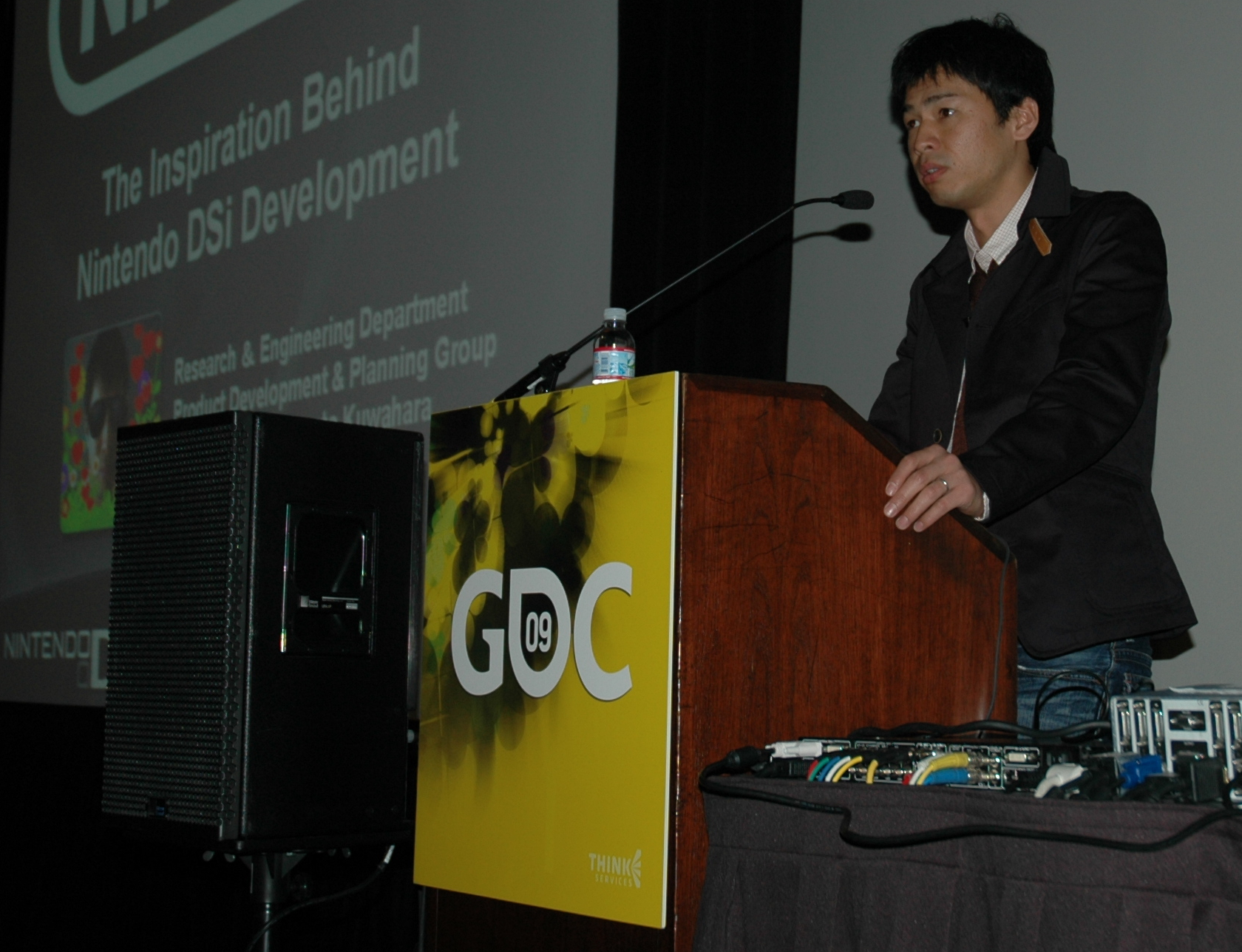
Kuwahara habló sobre la creación del DSi en la Game Developers Conference de 2009.

El desarrollo del Nintendo DSi comenzó a finales de 2006. Fue la primera vez que Masato Kuwahara del Departamento de Ingeniería de Desarrollo de Nintendo sirvió como líder de proyecto de hardware. El trabajo avanzó a un ritmo rápido para cumplir con los plazos; su equipo tuvo que idear un tema del nuevo DS a tiempo para una presentación a finales de diciembre, y en febrero de 2007, la mayoría de las especificaciones para un chipset tenían que estar completadas. Kuwahara informó que su equipo tuvo dificultades al determinar el mercado potencial para la portátil durante el proceso de diseño; dijo sobre su objetivo: «Tenemos que poder vender la consola por sí sola [sin juegos de lanzamiento]. También tiene que poder integrarnos en el mercado de DS ya existente». Las cámaras digitales de la consola se consideraron en las primeras etapas del desarrollo: el presidente y director ejecutivo de Nintendo, Satoru Iwata, describió la pantalla táctil como el sentido del tacto de la Nintendo DS y el micrófono como sus «oídos»; un compañero de trabajo sugirió que debería tener «ojos». El equipo de Kuwahara originalmente quería una cámara con un mecanismo giratorio, pero esto fue abandonado debido a preocupaciones de confiabilidad, costo y la necesidad de una consola más gruesa. Debido a la demanda de los consumidores, Nintendo también mejoró el volumen y la calidad del audio de las portátiles y las hizo más delgadas con pantallas más grandes en comparación con la Nintendo DS Lite. Sin embargo, para mejorar la portabilidad sin sacrificar la durabilidad, se eliminó la ranura para cartuchos de GBA presente en modelos anteriores. Para compensar, Nintendo continuó apoyando el DS Lite mientras hubo demanda por parte de los consumidores.
| «Hice la presentación [...] y al final pregunté a todos si este era un sistema de juego que querrían tener. El resultado fue tres a siete. Tres personas lo querían, siete no. Y me imagino que desde uno de los diseñadores estaba justo delante de ellos, algunos de ellos ocultaron su verdadera opinión. En realidad, probablemente era más bien uno a nueve. Fue tan malo como me temía».—— Kuwahara sobre la reacción de Nintendo EAD a los diseños originales del DSi. |

El tamaño de la DSi se cambió a mitad del desarrollo, lo que retrasó su lanzamiento. Su diseño original incluía dos ranuras para tarjetas de juegos de DS, debido a la demanda tanto de las comunidades de aficionados como de los empleados de Nintendo, que en consecuencia lo hicieron más grande. Cuando los diseños de la consola se dieron a conocer a los productores de Nintendo Entertainment Analysis and Development en octubre de 2007, tuvieron una recepción tibia debido a su tamaño. Sin embargo, las propias esperanzas de Iwata y Kuwahara resultaron en la creación de un prototipo. Una rápida investigación práctica los llevó a abandonar el diseño de doble ranura, lo que hizo que la DSi fuera aproximadamente 0,12 pulgadas (3 mm) más delgada. Desde la presentación de la portátil en la empresa, se terminaron sus diseños internos junto con las especificaciones de ensamblaje y durabilidad. Iwata describió tener que cambiar el tamaño de la consola tan cerca de su fabricación como esencialmente lo mismo que hacer otra portátil.
Yui Ehara, diseñador de la carcasa original del DS Lite y DSi, tuvo que rediseñar la revisada. Abogó por cambiar las aperturas de los seis altavoces, ya que sus perforaciones circulares eran redundantes para el resto de la interfaz de la portátil. Creía que esta alteración también señalaba una distinción más clara entre el DSi y sus predecesores, manteniendo al mismo tiempo la unidad «limpia» y «simple». Ehara esperaba que las características adicionales de la DSi no interfirieran con la imagen icónica que deseaba de la línea de productos Nintendo DS: dos rectángulos, uno encima del otro, y cada mitad contenía otro rectángulo en su interior. Este modelo fue revelado públicamente en la Conferencia de Nintendo de octubre de 2008 en Tokio, junto con su precio japonés y fecha de lanzamiento. Si bien las cifras de ventas anuales de la línea de productos DS en todo el mundo superaron consistentemente las de su principal rival en el mercado, la PlayStation Portable de Sony, la demanda en Japón estaba disminuyendo; el lanzamiento de la DSi por parte de Nintendo tenía como objetivo estimular las ventas. La empresa estaba menos preocupada por lanzar el DSi en otros territorios, donde la demanda del mercado de DS Lite seguía siendo alta.
El desarrollo de un modelo DS Lite grande en 2007 finalmente condujo al DSi XL. Nintendo había diseñado un modelo DS Lite grande con pantallas de 3,8 pulgadas (97 mm), en comparación con las pantallas estándar de 3 pulgadas (76 mm); el desarrollo de esta nueva computadora de mano avanzó lo suficiente como para poder comenzar la producción en masa. Sin embargo, Iwata suspendió el proyecto debido a la demanda de los consumidores de DS Lite y Wii. Más tarde propuso la idea de lanzar simultáneamente versiones grandes y pequeñas de la DSi, pero el equipo de hardware de Nintendo fue incapaz de desarrollar dos modelos al mismo tiempo. Después de terminar el trabajo en el DSi, Kuwahara inició el proyecto DSi XL y se convirtió en líder del trabajo. El DSi XL, un modelo con pantallas de 4,2 pulgadas (110 mm), se anunció el 29 de octubre de 2009. Se consideraron varios nombres, incluidos «DSi Comfort», «DSi Executive», «DSi Premium», «DSi Living» y «DSi Deka» —«grande» en español—. El creador de Mario, Shigeru Miyamoto, insistió en «DSi Deka». La computadora de mano tiene un ángulo de visión mejorado con respecto a su predecesor, lo que permite a los espectadores ver el contenido de la pantalla más fácilmente. Esta característica estaba ausente en el modelo grande DS Lite debido a problemas de costos en ese momento, que también limitaban el tamaño de la pantalla LCD. El costo de las pantallas está determinado por la cantidad de piezas que se cortan de una sola hoja de vidrio grande. Para mantener estos costos dentro de un cierto umbral, Nintendo estableció un límite de tamaño de pantalla de aproximadamente 3,8 pulgadas (97 mm), que luego se aumentó a 4,2 pulgadas (110 mm).

## Lanzamiento
El 1 de noviembre de 2008, la DSi fue lanzada en Japón; el 2 de abril de 2009 en Australia y Nueva Zelanda, y el 3 de abril en Europa, todos con una carcasa en blanco y negro. Se lanzó en Estados Unidos y Canadá el 5 de abril, junto con el juego Rhythm Heaven. Fue la primera consola DS que se lanzó con varios colores en Norteamérica: negro y azul. iQue lanzó un modelo DSi chino en blanco y negro, con una versión preinstalada de Nintendogs, en diciembre de 2009; el Nikkei Sangyo Shimbun informó que los modelos chino y coreano presentaban seguridad mejorada para prevenir piratería.  El 15 de abril de 2010, la DSi se lanzó en Corea del Sur en blanco, negro, azul y rosa, junto con el juego MapleStory DS. MapleStory DS también venía con una DSi roja de edición limitada, que tenía personajes del juego impresos alrededor de su cámara externa. Otros países en los que se lanzó la DSi incluyen Brasil,  Rusia, y Turquía.
Nintendo había enviado 200 000 unidades para el lanzamiento japonés de la DSi, y durante sus primeros dos días a la venta, se vendieron más de 170 000 unidades; las restantes eran pedidos anticipados no reclamados o estaban reservados para la venta en el Día de la Cultura. A finales de mes, el DSi vendió 535 000 unidades, en comparación con los 550 000 DS Lites vendidos en su mes de salida. En el período de lanzamiento de dos días, las ventas en Europa y América del Norte sumaron 600 000 unidades combinadas. Las ventas de la primera semana en Norteamérica casi duplicaron las 226 000 unidades del DS Lite al vender 435 000. En el Reino Unido, la consola totalizó 92 000 ventas dentro de los dos días posteriores a su lanzamiento, lo que, según los datos de GfK/Chart-Track, fue el cuarto mejor fin de semana de apertura de la historia en la región, más alto que los récords anteriores establecidos por otras iteraciones del DS.

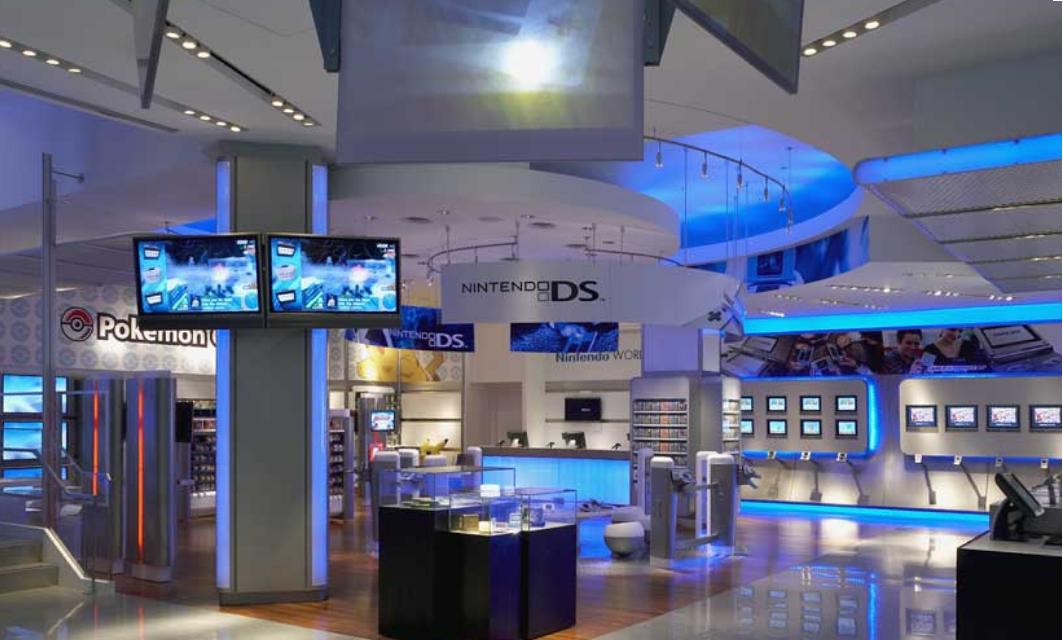
El Nintendo World Store en la ciudad de Nueva York organizó un evento de lanzamiento.

Los eventos de lanzamiento del DSi se llevaron a cabo en las costas occidental y oriental de Estados Unidos. Nintendo patrocinó un evento oficial en Universal CityWalk en Los Ángeles y Nintendo World Store en la ciudad de Nueva York. La fiesta de lanzamiento de medianoche en Los Ángeles contó con varios eventos, incluyendo entrega de mercancías, firmas y galerías de arte de iam8bit, demostraciones de parkour y actuaciones de Gym Class Heroes. Cientos de personas asistieron y más de ciento cincuenta se quedaron hasta la medianoche para comprar una unidad en GameStop. Un Lego DSi de tamaño humano del artista Sean Kenney estaba en exhibición en Nintendo World Store.
La Nintendo DSi XL fue lanzada en Japón el 21 de noviembre de 2009 en los colores bronce, burdeos y blanco. Los dos primeros estuvieron disponibles para su lanzamiento europeo el 5 de marzo de 2010, y en Norteamérica el 28 de marzo. La consola se lanzó en Australia el 15 de abril de 2010 en bronce y burdeos. La DSi XL se lanzó en otros países, incluidos Brasil, Sudáfrica, y Turquía. Se vendieron más de 100 500 unidades durante los primeros dos días de venta de la consola en Japón, y 141 000 durante sus primeros tres días en los Estados Unidos.
El lanzamiento en 2011 de Nintendo 3DS, el sucesor de la serie de dispositivos portátiles Nintendo DS, se anunció el 23 de marzo de 2010 para evitar filtraciones de noticias inminentes por parte de la prensa japonesa y atraer potenciales asistentes a la Electronic Entertainment Expo. Según analistas de la industria, el momento llamó la atención desde el lanzamiento norteamericano de la DSi XL. El analista senior de M2 Research, Billy Pigeon, argumentó que la «XL es una vieja noticia... en Japón, y Nintendo es una organización muy centrada en ese país. Esto es solo que la empresa matriz en Japón tal vez no actúa en el mejor interés de Nintendo of America». Iwata descartó cualquier impacto significativo cuando habló con inversionistas preocupados: «aquellos que están ansiosos por comprar una Nintendo 3DS inmediatamente después del anuncio generalmente tienden a reaccionar rápidamente ante cualquier novedad en el mercado, y aquellos que compran una Nintendo DS hoy tienden a reaccionar relativamente lentamente».

## Demografía y ventas
| Ventas mundiales de Nintendo DS entre 2008 y 2012. Línea de productos Nintendo DS (negro) con DSi (verde), DSi XL (rojo) y DSi y DSi XL combinados (naranja). |                   |                         |
| Cifras de ventas de Nintendo DSi (para 30 de septiembre de 2014)                                                                                              |                   |                         |
| Región | Unidades enviadas | Primero disponible      |
| Japón | 5.90 millones     | 1 de noviembre de 2008  |
| Americas | 12.35 millones    | 5 de abril de 2009      |
| Otras regiones | 10.19 millones    | 2 de abril de 2009      |
| Total | 28.44 milliones   |                         |
| Cifras de ventas de Nintendo DSi XL (para 30 de septiembre de 2014)                                                                                           |                   |                         |
| Japón | 2.35 millones     | 21 de noviembre de 2009 |
| Américas | 5.85 millones     | 28 de marzo de 2010     |
| Otras regiones | 4.74 millones     | 5 de marzo de 2010      |
| Total | 12.93 milliones   |                         |

Nintendo apuntó a un perfil demográfico más amplio con la primera Nintendo DS (2004) que con la línea Game Boy. Al comparar las ventas del DS y DS Lite hasta la fecha en 2008 con la consola de juegos más vendida, la PlayStation 2 de Sony, se demostró potencial para expandir aún más la población de jugadores de Nintendo DS, particularmente en Europa y Estados Unidos. Para promover aún más la línea de productos y ampliar su población de jugadores, Nintendo creó la DSi. Iwata ha dicho que las familias suelen compartir consolas DS y DS Lite, por lo que para animar a cada miembro de la familia a comprar una computadora de mano individual, Nintendo añadió funciones de personalización a la DSi.
La «i» en DSi simboliza tanto a una persona individual (I) como a las cámaras de la computadora de mano (ojos; eyes en inglés); el primer significado contrasta con las «i» de Wii, que representan a los jugadores reunidos. El presidente de Nintendo of America, Reggie Fils-Aimé, dijo: «Si la Wii era un juego para las masas, entonces piense en el DSi como creatividad para las masas». Iwata ha dicho que la DSi está destinada a ser la primera cámara para niños, y un dispositivo de redes sociales para adultos. En respuesta a los comentarios de los medios tras el anuncio de la DSi, Iwata insistió en que sus nuevas capacidades de audio y cámara no pretenden competir con los teléfonos móviles, el iPod o la PSP. Explicó su papel en el mercado:

«Mientras que los fabricantes de teléfonos móviles y cámaras digitales han estado tratando de competir entre sí intensificando la calidad de los píxeles de la imagen y la capacidad de zoom de las funciones de sus cámaras, y mientras los reproductores de música están mejorando principalmente haciendo diseños exteriores más pequeños y aumentando la capacidad de almacenamiento de memoria, DSi está intentando proponer un camino diferente de evolución proporcionando a los usuarios la oportunidad de poder tocar y jugar con fotografías y sonidos».

La DSi ayudó a mantener fuertes las ventas de la línea de productos portátiles de Nintendo. La DSi representó el 40 por ciento de las ventas de su línea de productos en el Reino Unido en 2009 y con frecuencia encabezó las listas de ventas semanales en Japón durante su primer año de disponibilidad. En Estados Unidos, las ventas iniciales de la consola en tres meses superaron las de DS, DS Lite y Wii. Las ventas semanales promedio de Wii y Nintendo DS disminuyeron ligeramente en marzo; Las ventas de hardware de Nintendo DS se estabilizaron en más de 200 000 unidades durante siete meses después del lanzamiento de la DSi en abril, mientras que las ventas de Wii disminuyeron. Gamasutra estimó que, en octubre de 2009 y febrero de 2010, el 50 por ciento de las ventas de unidades de Nintendo DS fueron consolas DSi. En una entrevista de octubre de 2009, Fils-Aimé anunció que la DSi había vendido 2,2 millones de unidades en Estados Unidos. Dijo: «Si se le da al consumidor un gran valor en términos de lo que paga, estará dispuesto a gastar, y lo decimos [eso] basándonos en la experiencia del lanzamiento de la DSi». Los Estados Unidos registraron sus mayores ventas anuales de DS en 2009, con 11,22 millones de unidades vendidas. La DSi y la DSi XL representaron 16,88 millones de los 27,11 millones de unidades vendidas en todo el mundo de su línea de productos durante el año fiscal 2009 de Nintendo que comenzó el 1 de abril de 2009 y finalizó el 31 de marzo de 2010.
En la estimación de ventas de hardware de Gamasutra en Estados Unidos para julio de 2010, el DSi y el DSi XL vendieron más que el DS Lite. El sitio web informó ventas de DSi de aproximadamente 300 000 unidades en julio de 2009 y febrero de 2010, lo que se mantiene constante para julio de 2010 si se combina con las ventas de DSi XL. Como resultado, el precio promedio que los consumidores estaban gastando en la familia de hardware Nintendo DS aumentó a más de $165 —en dólares de 2004, $190 ajustados por inflación a partir de 2010—, que es más de $15 más que el precio de lanzamiento en noviembre de 2004 de la Nintendo DS original. Nintendo hizo sus primeros recortes de precios de DSi en Europa el 18 de junio de 2010, para las consolas DSi y DSi XL en Japón el 19 de junio y en Norteamérica el 12 de septiembre. El DSi y el DSi XL representaron 14,66 millones de los 17,52 millones de unidades vendidas en todo el mundo de su línea de productos en el año fiscal 2010.
En una estimación de ventas de hardware en Estados Unidos para julio de 2011 realizada por Gamasutra luego de la caída de precio de DS Lite un mes antes, alrededor del 60 al 70 por ciento de aproximadamente 290 000 unidades DS vendidas eran consolas DSi y DSi XL. Las mediocres ventas de 3DS obligaron a Nintendo a bajar su precio para igualar el de DSi XL en los Estados Unidos el 12 de agosto. El Japón y Europa tuvieron reducciones de precios similares. Gamasutra especuló que, como resultado, los posibles compradores de DS en los Estados Unidos optaron por la 3DS; las ventas de DS en agosto de 2011 disminuyeron un 45 por ciento, mientras que, combinadas con las ventas de 3DS, se mantuvieron estables en comparación con el mes anterior. Nintendo realizó su segundo recorte de precios de DSi y DSi XL en Norteamérica el 20 de mayo de 2012. Gamasutra calificó estos recortes de precios como la «despedida final» de la línea de productos DS y espera que «para esta época del año próximo sus contribuciones al mercado sean minúsculas. Después de Navidad, Nintendo será efectivamente una empresa de sistemas portátiles, poniendo todos los portátiles esfuerzos de software en la Nintendo 3DS».

## Hardware
| Dimensiones (cerrado) y masa | Dimensiones (cerrado) y masa |
| ---------------------------- | ---------------------------- |
| Profundidad                  | 74,9 milímetros (2,9 plg)    |
| Ancho                        | 137 milímetros (5,4 plg)     |
| Altura                       | 18,9 milímetros (0,7 plg)    |
| Peso                         | 214 gramos (7,5 oz)          |

El diseño de la Nintendo DSi es similar al de la segunda versión de DS, la Nintendo DS Lite. Es aproximadamente un 12 por ciento más corto (0,1 pulgadas (2,5 mm) que el Nintendo DS Lite cuando está cerrado, pero un poco más ancho y liviano. El DSi tiene dos pantallas TFT-LCD de 3,25 pulgadas (82,6 mm), 0,25 pulgadas (6,4 mm) más grandes que las de los modelos anteriores, que son capaces de mostrar 262 144 colores. La pantalla inferior sensible al tacto acepta entradas desde el lápiz incluido. La computadora de mano cuenta con cuatro botones con letras (X, Y, A, B), un teclado direccional y botones de Inicio, Selección y Encendido. Debajo de la bisagra de la consola se encuentran dos botones laterales, una ranura para tarjetas de juego y una entrada para el cable de alimentación. El adaptador de corriente incluido (WAP-002) no es compatible con ningún modelo DS anterior.
A diferencia de los modelos anteriores, la portátil tiene dos cámaras digitales VGA (0,3 megapíxeles). El primero está en la bisagra interna y apunta hacia el usuario; el segundo está en la carcasa exterior y está de espaldas al usuario. La ranura para tarjetas SD también es nueva y se encuentra detrás de una cubierta en el lado derecho. Mientras que la DS Lite usaba un interruptor, la DSi, al igual que la Nintendo DS original, cuenta con un botón para encender o apagar. El botón tiene funciones adicionales y, a diferencia del botón de encendido original, está ubicado en el lado inferior izquierdo de la pantalla táctil. Los controles de brillo y volumen están en el lado izquierdo; hay cinco configuraciones de brillo disponibles, una más que en la DS Lite. El puerto para auriculares está en la parte inferior.
La DSi tiene una superficie mate para prevenir huellas dactilares. Está disponible en numerosos colores, pero la selección de colores varía según la región. Por ejemplo, el verde lima es exclusivo de Japón, mientras que el rojo está disponible en Europa y América del Norte. América del Norte también recibió un tono diferente de azul. Se han lanzado numerosos modelos y paquetes de ediciones especiales, incluidos los de Ace Attorney Investigations: Miles Edgeworth, Final Fantasy Crystal Chronicles: Echoes of Time y el día de compras del Black Friday de 2009.

### Especificaciones técnicas

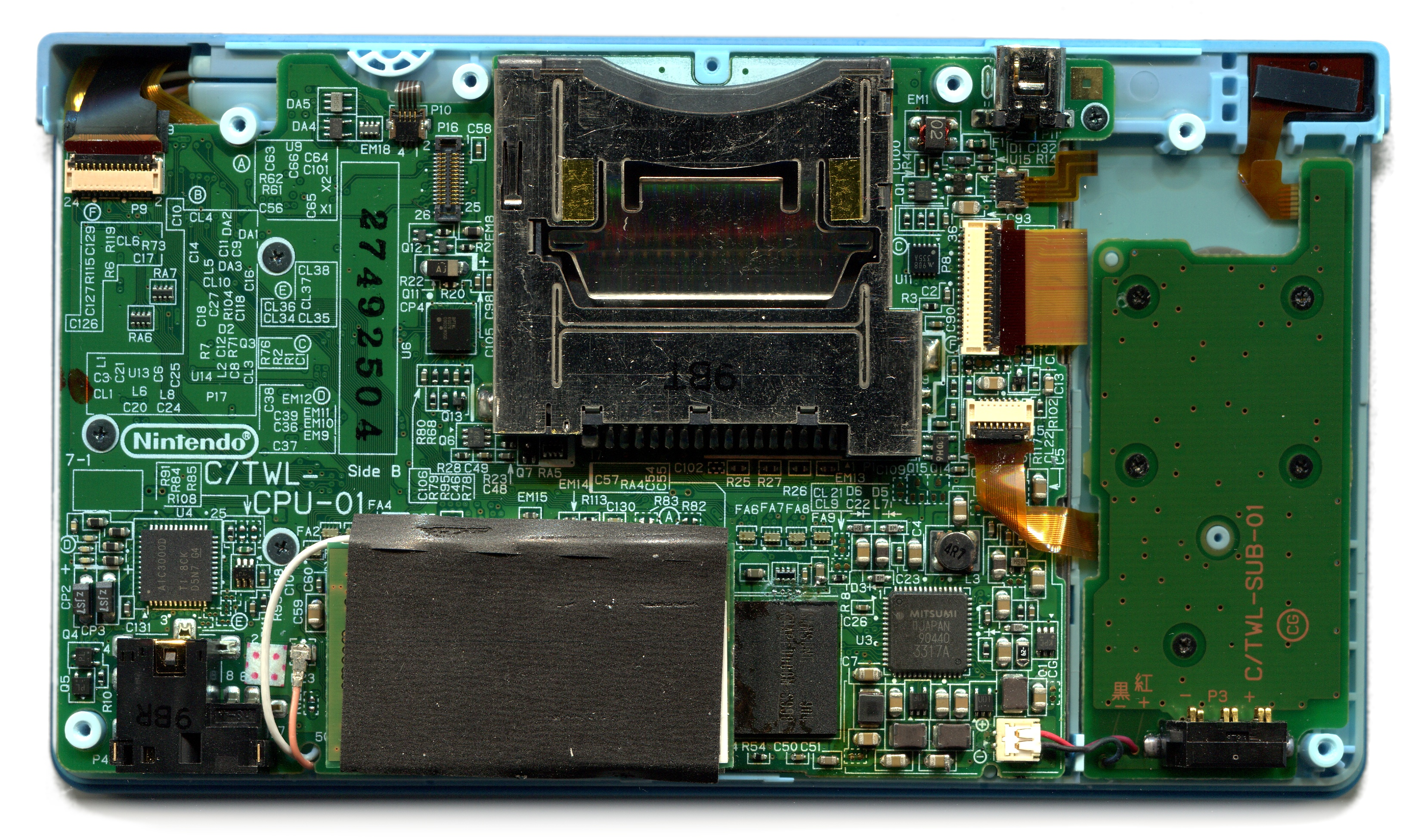
Las placas de circuito principal y subimpreso de la DSi

El DSi tiene más RAM y una CPU más rápida que el DS Lite.  Los desarrolladores informaron que la consola tiene un modo nativo, que ejecuta software diseñado específicamente para su hardware, acceso a los recursos de memoria y procesamiento adicionales del sistema. La inclusión de un circuito integrado códec —un microchip— amplifica las señales de sonido y las convierte de digitales a analógicas. Esto aumenta la salida de audio y, según el modo, una mayor calidad de audio. Se eliminó el espacio no utilizado en la placa base; se reubicó la CPU y se amplió la carcasa de la batería.
La resolución de la cámara es dos veces y media mayor que la de las pantallas de la computadora de mano. Sin embargo, su resolución es considerablemente inferior a la de las cámaras digitales y teléfonos móviles actuales. Esto se hizo para ayudar a mantener su precio razonable y mantener un tiempo de respuesta preferible para ver fotografías en una sesión rápida, especialmente porque numerosas aplicaciones las utilizarán.
- CPU: La DSi tiene dos CPU con arquitectura ARM: ARM9 con frecuencia de 133 MHz y ARM7 con frecuencia de 33 MHz.[98] Su ARM9 es dos veces más rápido que los modelos anteriores.[95][99]
- RAM: 16 MB —cuatro veces más que los modelos anteriores—.[77]
- Resolución de pantalla: 256 × 192 píxeles —igual que los modelos anteriores—.[100][101]
- Cámaras: 640 × 480 pixeles.[101]
- Almacenamiento: 256 MB de memoria flash[102] interna con ranura de expansión para tarjeta SD —hasta 2 GB— y tarjeta SDHC —hasta 32 GB—.[103]
- Batería: Más corta que la DS Lite, independientemente de la configuración de brillo;[84] por ejemplo, la DSi tiene una duración de batería de 9 a 14 horas con la configuración de brillo más baja, en comparación con las 15 a 19 horas de la DS Lite con la misma configuración.[78] La batería es interna recargable de 840 mAh, en comparación con los 1000 mAh del DS Lite,[84] y tiene una vida útil óptima de aproximadamente 500 ciclos; pasado este punto, podrá ser sustituido por el usuario.[82]

### Modelo más largo
La Nintendo DSI XL presenta pantallas más grandes y un tamaño total mayor que la DSi original. Es el cuarto modelo de la familia Nintendo DS, el primero en estar disponible como una variación pura de tamaño. Iwata afirmó que las restricciones de costes habían limitado hasta entonces el tamaño de la pantalla y los aspectos multijugador de las consolas de juegos portátiles, y que la DSi XL ofrece «un ángulo de visión mejorado en las pantallas», lo que la convierte en el primer «sistema portátil que se puede disfrutar con las personas que rodean al jugador». Argumentó que esto introduce un nuevo método de jugar videojuegos portátiles, en el que aquellos «que rodean al jugador también pueden unirse de una forma u otra al juego». La DSi original fue diseñada específicamente para uso individual, Iwata sugirió que los compradores de DSi XL le dieran a la consola un «lugar estable en una mesa en la sala de estar», para que pudiera ser compartida por varios miembros del hogar.
El DSi XL es el modelo DS más largo, ancho y pesado. La consola cuenta con dos pantallas LCD de gran ángulo de visión de 4,2 pulgadas (110 mm) con la misma resolución que el modelo más pequeño. Ha mejorado la duración de la batería con respecto a la DSi en todas las configuraciones de brillo; por ejemplo, las baterías duran entre 13 y 17 horas en la configuración más tenue. La computadora de mano está equipada con parlantes idénticos contenidos en cajas de parlantes más grandes, lo que les permite producir un sonido más fuerte. Las bisagras detienen la pantalla a 120° además de la posición de 155° de la DSi original para permitir una visualización más sencilla sobre la mesa. La DSi XL incluye dos lápices ópticos más largos, uno de los cuales es más grueso, redondeado y parecido a un bolígrafo, y no cabe dentro de la unidad.
La DSi XL tiene una superficie mate y el exterior de su panel superior está recubierto con un acabado brillante. Está disponible en ocho colores de dos tonos, que varían según la región, como blanco, verde, rojo, amarillo, y rosa. Se lanzaron dos modelos de edición especial: los de LovePlus+ y los del 25 aniversario de Super Mario Bros. Flipnote Studio y Nintendo DSi Browser vienen preinstalados con el DSi XL, junto con otro software específico de la región.

## Características

Una DSi cerrada; la segunda cámara es visible.

Al igual que la Wii, la DSi tiene firmware actualizable y cuenta con una interfaz de menú que muestra las aplicaciones como íconos seleccionables. Los siete íconos principales representan el software de la tarjeta de juego, «Nintendo DSi Camera», «Nintendo DSi Sound», «Nintendo DSi Shop», «DS Download Play», «PictoChat» y «configuraciones del sistema»; se pueden descargar aplicaciones adicionales desde DSi Shop. Los iconos se configuran en una cuadrícula de una sola fila navegable con el lápiz óptico o el D-pad, y se pueden reorganizar mediante arrastrar y soltar. El botón de encendido puede reiniciar la consola, devolverla al menú principal o apagarla. Las tarjetas de juego se pueden intercambiar en caliente cuando la consola está configurada en el menú principal, lo que permite a los jugadores cambiar de tarjeta de juego sin apagarla.
El DSi tiene funciones multimedia más amplias que los modelos anteriores; los archivos de audio AAC de otros dispositivos, imágenes y software descargable se pueden almacenar en una tarjeta SD. Los dos últimos no necesitan almacenamiento externo y pueden almacenarse internamente. Antes de tomar una fotografía, los usuarios pueden modificar la imagen en vivo del visor con diez opciones de «lente». Las imágenes capturadas se pueden cargar en el canal de fotos de Wii y, para consolas con la actualización de firmware 1.4 o superior, en el sitio web de redes sociales Facebook.
El reproductor de sonido incorporado tiene funciones de grabación de voz y reproducción de música. Las grabaciones de voz se pueden editar con filtros de audio y manipular mediante tono y reproducción. Los usuarios pueden guardar y modificar hasta diez y ocho clips de sonido de diez segundos. Estos clips no se pueden exportar a una tarjeta SD. Los usuarios pueden reproducir música desde tarjetas SD con visualizaciones que se muestran en la pantalla superior. Se admite audio AAC con extensiones de nombre de archivo .mp4, .m4a o .3gp, pero no se admiten formatos que no sean AAC, incluido MP3. Se pueden agregar sonidos como tambores y los clásicos ruidos de salto de Mario presionando un botón. La reproducción de música también tiene su propio conjunto de opciones de manipulación similares a las utilizadas para las grabaciones de voz, así como un grupo de filtros de audio. Usando auriculares, se puede reproducir música cuando el estuche está cerrado. Los usuarios pueden exportar fotografías, sonidos y configuraciones de Internet a una 3DS.

### Conectividad a internet
La Nintendo DSi se conecta a Internet a través de su Wi-Fi 802.11b/g incorporado o de un conector USB Wi-Fi de Nintendo; Ambos métodos otorgan acceso al servicio de Conexión Wi-Fi de Nintendo. La DSi admite cifrado inalámbrico WEP, WPA (AES/TKIP) y WPA2 (AES/TKIP); sólo el software con soporte integrado puede utilizar los dos últimos tipos de cifrado, ya que no eran compatibles con DS y DS Lite. Se pueden guardar hasta seis perfiles de conexión inalámbrica a Internet; al utilizar el método de configuración tradicional, los primeros tres perfiles admiten el cifrado WEP, mientras que los tres restantes se pueden seleccionar en una opción más avanzada, que admite el cifrado WPA. Con esta opción avanzada, los usuarios pueden acceder al método de configuración protegida de Wi-Fi y configurar los ajustes del proxy. La DSi podría detectar automáticamente las áreas de servicio de Nintendo Zone, evitando así la necesidad de configurar manualmente las conexiones Wi-Fi. El servicio ofrecía demostraciones de juegos próximos y disponibles actualmente, acceso a la Conexión Wi-Fi de Nintendo y a la Tienda DSi, y es posible que tuviera contenido específico de la ubicación.

## Catálogo desoftware

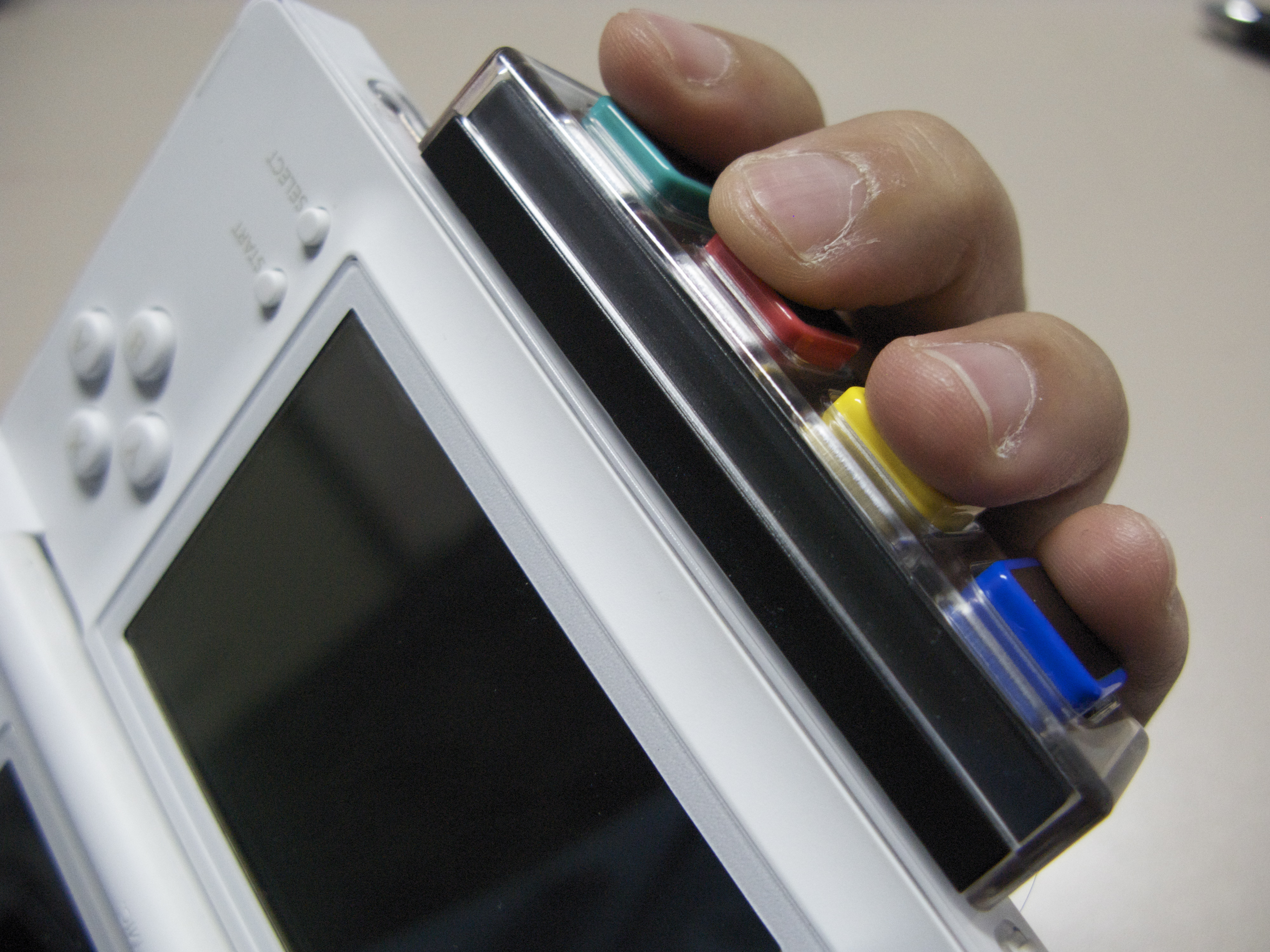
Los accesorios para DS que requieren la ranura de GBA, como la empuñadura de guitarra de Guitar Hero: On Tour, son incompatibles.

Todos los juegos de DS son compatibles con DSi, excepto aquellos que requieren la ranura de GBA. Debido a su ausencia, la DSi no es compatible con cartuchos GBA ni con accesorios que requieran la ranura, como el  Rumble Pak y la empuñadura de guitarra de la serie Guitar Hero: On Tour. Las tarjetas de juego «DSi-enhanced» contienen funciones exclusivas de DSi, pero aún se pueden utilizar con modelos anteriores; las tarjetas de juego «DSi-enhanced» no pueden hacerlo. La DSi es la primera computadora de mano de Nintendo con bloqueo regional; impide el uso de cierto software lanzado para otra región. Debido a las diferencias regionales en los servicios de Internet y los controles parentales, el software específico de DSi está bloqueado por región. Sin embargo, el software de cartucho compatible con modelos anteriores, la navegación por Internet y el uso compartido de fotografías no están bloqueados. Las tarjetas flash Homebrew diseñadas para modelos DS anteriores son incompatibles con la DSi, pero las tarjetas nuevas capaces de ejecutar DS había software disponible para una DSi.
Al igual que la Wii, la DSi podría conectarse a una tienda en línea. La tienda, llamada DSi Shop, permitía a los usuarios descargar juegos y aplicaciones DSiWare, que se pagaban con puntos DSi. Esta se adquiere con una Tarjeta Prepago de Puntos Nintendo —anteriormente conocida como Tarjeta Prepago de Puntos Wii— o una tarjeta de crédito. Los precios de las solicitudes seguían un sistema de fijación de precios de tres niveles. El servicio se lanzó con DSi Browser, un navegador web gratuito desarrollado por Opera Software y Nintendo. Una campaña de prueba de DSiWare, cuya fecha de vencimiento variaba según la región, ofrecía anteriormente 1000 Nintendo Points gratuitos a cada DSi que accediera a DSi Shop. Más de quinientos juegos descargables estaban disponibles, dependiendo de la región. DSiWare comprado en consolas DSi o DSi XL no se puede transferir entre unidades a menos que Nintendo repare o reemplace esa consola. La mayoría de DSiWare se pueden transferir a una 3DS, pero los datos guardados no. La financiación de puntos DSi se interrumpió el 30 de septiembre de 2016 y la tienda Nintendo DSi se cerró el 31 de marzo de 2017.
| Título                                                                    | Desarrollador             | Editor(es) minorista(s)                 | Lanzamiento minorista de la región | Lanzamiento minorista de la región                                  | Lanzamiento minorista de la región | Lanzamiento minorista de la región |
| Título                                                                    | Desarrollador             | Editor(es) minorista(s)                 | Japón                              | Norteamérica                                                        | Europa                             | Australia                          |
| ------------------------------------------------------------------------- | ------------------------- | --------------------------------------- | ---------------------------------- | ------------------------------------------------------------------- | ---------------------------------- | ---------------------------------- |
| Face Training: Facial exercises to strengthen and relax from Fumiko Inudo | Intelligent Systems       | Nintendo                                | No lanzado                         | 24 de septiembre de 2010                                            | No lanzado                         | No lanzado                         |
| Foto Showdown                                                             | Alpha Unit                | Alpha Unit (JP) Konami (NA)             | 19 de noviembre de 2009            | 9 de marzo de 2010                                                  | No lanzado                         | No lanzado                         |
| Ghostwire: Link to the Paranormal                                         | A Different Game          | — (Anteriormente Majesco Entertainment) | No lanzado                         | No lanzado. Originalmente programado para el 31 de octubre de 2010. | No lanzado                         | No lanzado                         |
| Hidden Photo                                                              | Most Wanted Entertainment | PQube Ltd.                              | No lanzado                         | No lanzado                                                          | Principios de 2011.                | No lanzado                         |
| Picture Perfect Hair Salon                                                | Sonic Powered             | 505 Games                               | No lanzado                         | 24 de noviembre de 2009                                             | 13 de noviembre de 2009            | 31 de enero de 2010                |
| System Flaw                                                               | Visual Impact             | Storm City Games (US) Enjoy Gaming (EU) | No lanzado                         | 27 de octubre de 2009                                               | 21 de enero de 2011                | No lanzado                         |

## Recepción

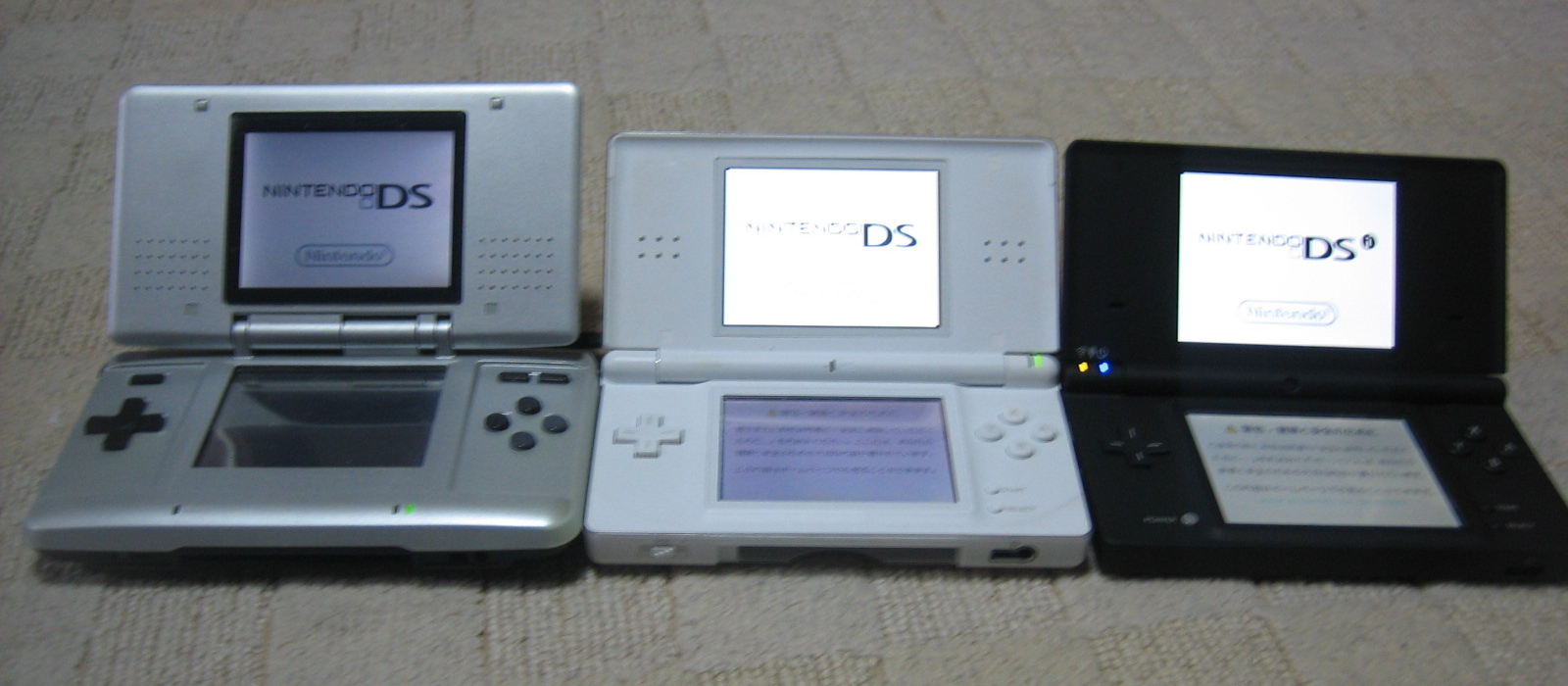
La DS original (izquierda) con las iteraciones Lite (centro) y DSi (derecha)

La Nintendo DSi recibió críticas generalmente positivas. Los revisores elogiaron muchos de los cambios de la consola en la estética y funcionalidad del DS Lite, pero se quejaron de que se lanzó con software exclusivo insuficiente. Craig Harris de IGN señaló que la biblioteca de software exclusiva de DSi y DSi Shop carecían de contenido incluso después de cinco meses en el mercado japonés. Jeff Bakalar de CNET dijo que los propietarios del DS original deberían considerar comprar una DSi, pero que su único incentivo para los propietarios de DS Lite era la Tienda DSi. Jan Birkeland de PCWorld Nueva Zelanda compartió la opinión de Bakalar, pero creía que era demasiado pronto para juzgar la calidad del software DSi Shop. Muchos críticos se sintieron decepcionados por la eliminación de la ranura de cartuchos de GBA, pero algunos de ellos, como Darren Gladstone de PCWorld, Joe Martin de Bit-tech y Harris and Lowe de IGN, creyeron que era un intercambio razonable por una tarjeta SD, soporte y la tienda DSi. Sin embargo, Bakalar declaró: «Con mucho gusto renunciaríamos a los 4 milímetros [de espesor reducido] para poder jugar cualquier juego de Game Boy Advance».
La mayoría de los críticos desaprobaron la calidad de sus cámaras, particularmente debido a su resolución en comparación con los teléfonos móviles contemporáneos. Sin embargo, los consideraron suficientes para las pantallas de DSi. Harris y Lowe creían que el único uso de la cámara era tomar «fotos tontas de uno mismo y de los demás». Se quejaron de la dificultad de tomar fotografías en entornos con poca luz y dijeron que las imágenes con poca luz estaban teñidas de verde o azul. Las opiniones sobre las herramientas de edición de fotografías de la DSi eran variadas: Martin y Reid de Bit-tech las consideraban un truco, pero Bakalar y Cliff Edwards de BusinessWeek pensaban lo contrario. Edwards dijo que el uso de la cámara en el juego era una nueva oportunidad para los desarrolladores; Martin no pensó que el concepto sería ampliamente adoptado, ya que creía que era «un truco que alienaría [...] a los propietarios de DS Lite». Tom Bramwell, de Eurogamer, especuló que la DSi sigue la filosofía del creador de Game & Watch y Game Boy, Gunpei Yokoi, de utilizar tecnología anticuada con la que los desarrolladores están familiarizados para introducir nuevos conceptos de diseño de juegos que sean lo suficientemente económicos para una producción en masa con ganancias. Sostuvo que sus características están diseñadas para «entretener brevemente» a los primeros usuarios y al mismo tiempo alentar a «los desarrolladores a considerarlo como una alternativa [del DS Lite]» para crear una biblioteca de juegos atractiva a largo plazo.
Debido a las adiciones de la DSi al diseño de DS Lite, los críticos recomendaron la consola a aquellos que no habían comprado un modelo DS anterior. Pete Metzger de Los Angeles Times consideró que la DSi era «más una versión 2.5 que un reinicio», pero calificó sus nuevas características como «adiciones valiosas a un producto que ya es excelente». Gladstone le dio a la DSi una puntuación de 75/100 y dijo que Nintendo «le da pequeños detalles inteligentes a su ya esbelta computadora de mano al tiempo que agrega una serie de útiles funciones multimedia». Harris y Lowe definieron el rediseño del hardware de la consola como «evolutivo», en lugar de «revolucionario». Después de que se dio a conocer el DSi, el analista de Goldman Sachs, Matthew J. Fassler, calificó el DSi Shop como una «amenaza temprana tangible» para las grandes tiendas y minoristas. Martin creía que las cámaras y DSi Shop no justificaban la compra de la DSi en el lanzamiento, pero, de acuerdo con el consenso general, vio potencial en el software futuro para la consola.
Douglas Rankine de Wired UK y McKinley Noble de GamePro pensaron que los juegos de Nintendo DS previamente existentes se revitalizaron con las pantallas más grandes de Nintendo DSi XL; juegos como Scribblenauts y The World Ends with You se beneficiaron de una mayor precisión de la pantalla táctil y una mayor legibilidad del texto, respectivamente. Mike Jackson de CVG argumentó que las pantallas más grandes, que hacían que su resolución sin cambios fuera más bloqueada, probablemente serían menos notorias para el grupo demográfico de mayor edad para el cual el XL sin duda está diseñado. Sin embargo, Jackson y Scott Lowe y Chris Burke de IGN coincidieron en que sus colores claros y vívidos compensaban considerablemente su resolución sin cambios. Carol Mangis de PC Magazine pensó que las familias que buscaban compartir una computadora de mano entre miembros deberían considerar una DSi XL, pero las pantallas más grandes no eran un incentivo suficiente para que los propietarios actuales de DSi actualizaran. Lowe, Burke, Jackson y Bakalar concluyeron que el modelo DSi más grande no es una actualización esencial; Jackson explicó «si no tiendes a llevarlo contigo y solo tiendes a usarlo en casa, entonces la DSi XL es la mejor opción».

### Anotaciones
1. ↑  Japonés: ニンテンドーDSi[2] (Nintendō Dī Esu Ai?)
2. ↑  Japonés: ニンテンドーDSi LL[2] (Nintendō Dī Esu Ai Eru Eru?)
3. ↑  Se vendieron 170 779 unidades según el servicio de seguimiento de ventas Enterbrain;[33] o 171 925 unidades según Media Create.[34]
4. ↑  Se vendieron 103 524 unidades según el servicio de seguimiento de ventas Enterbrain;[49] o 100 553 unidades según Media Create.[50]
5. ↑  IGN, sin embargo, probó un juego mejorado para DSi de Estados Unidos en una computadora de mano DSi japonesa y descubrió que estaba bloqueado por región.[137]
6. ↑  La fecha de vencimiento de la prueba se basa en el momento en que se lanza la DSi para la región respectiva. Por ejemplo, con vencimiento en marzo de 2010 en Japón,[142] pero en marzo de 2011 en China.[143]
7. ↑  De acuerdo con Bit-tech,[79] PCWorld Nueva Zelanda,[99] Ars Technica,[101] IGN,[166] y CNET UK.[167]
8. ↑  De acuerdo con Bit-tech,[83] CNET,[86] BusinessWeek,[118] IGN,[166] y PCWorld.[168]
9. ↑  De acuerdo con CNET,[86] PCWorld Nueva Zelanda,[99] BusinessWeek,[118] IGN,[166] CNET UK,[167] y Los Angeles Times.[173]
10. ↑  De acuerdo con Bit-tech,[79] Ars Technica,[101] BusinessWeek,[118] IGN,[166] Eurogamer,[172] y GameSpot.[175]